# اثر کوریولیس (فیلم)
«اثر کوریولیس» (انگلیسی: The Coriolis Effect) یک فیلم است که در سال ۱۹۹۴ منتشر شد. از بازیگران آن می‌توان به جنیفر رابین و دانا اشبروک اشاره کرد.